# Języki pidżynowe
Języki pidżynowe (pidgin, pidżyn) – języki pomocnicze o uproszczonej budowie strukturalnej, a także o ograniczonym słownictwie, powstałe na bazie dwóch (lub więcej) języków. Nazwa „pidżyn”, według jednej z propozycji, pochodzi od chińskiej wymowy angielskiego słowa business („biznes”).
Języki pidżynowe powstały na skutek przemieszania języków różnych grup społecznych w strefach ich kontaktów. Często używane na obszarach wielojęzycznych np. jako języki handlu, armii, na plantacjach, w skupiskach miejskich i przemysłowych, gdzie stykają się przedstawiciele różnych grup językowych.
Najczęściej spotykane w Azji, Afryce i Ameryce. Często powstają na bazie języków kolonizatorów (np. angielski, portugalski, hiszpański, francuski, rosyjski) bądź języków rozpowszechnionych na dużym obszarze (arabski, suahili czy zulu). Wiele pidżynów wykazuje cechy zbieżne, w tym np. brak morfologii fleksyjnej, nawet jeśli wykształciły się w różnych częściach świata.
Pidżyn nie jest prostym tworem o charakterze dwustronnej fuzji językowej, lecz powstaje w wyniku bardziej złożonych procesów językowych, czerpiąc z bazy w postaci jakiegoś języka (często europejskiego), a jednocześnie ulegając wpływom innego języka lub szeregu języków (zazwyczaj nieeuropejskich). Języki pidżynowe, które przeszły proces natywizacji i zostały przyjęte jako języki ojczyste (prymarne), stają się językami kreolskimi. Języki kreolskie cechują się rozbudowanym słownictwem i lepiej rozwiniętą strukturą gramatyczną, pod względem złożoności dorównującą systemom innych (niepidżynowych i niekreolskich) języków świata.
Językami pidżynowymi zajmuje się subdyscyplina językoznawstwa – kreolingwistyka. Języki pidżynowe, podobnie jak języki kreolskie i mieszane, należą do kategorii języków kontaktowych.
Określenia tego używa się również w informatyce – pidżynowe języki programowania nie służą do pisania rzeczywistych programów, a jedynie do demonstracji algorytmów, np. Pidgin Pascal. Również w matematyce używa się potocznie sformułowania pidgin mathematics na zapis matematyczny, który nie jest do końca ścisły. Niegdyś języki pidżynowe (jak np. żargon chinook) określano terminem „żargon”.

## Przykłady języków pidżynowych
- kiachtyński – pogranicze rosyjsko-chińskie
- miszif – język Metysów kanadyjskich
- russenorsk – wśród rybaków Arktyki
- Küchendeutsch – język powstały na bazie niemieckiego używany w Namibii
- pidżyn chińsko-angielski – Azja Wschodnia
- pidżyn islandzko-baskijski – używany był wśród baskijskich wielorybników na Islandii
- pidżyn nigeryjski – na bazie angielskiego, używany w Nigerii
- tok pisin – Melanezja
- żargon chinook(inne języki) – północno-wschodnia część Oceanu Spokojnego